# چلمردی
چلمردی، روستایی است از توابع بخش هزارجریب شهرستان نکا در استان مازندران ایران.
چلمردی مرکز بخش هزارجریب می‌باشد.

## جمعیت
این روستا در دهستان زارم‌رود قرار دارد و براساس سرشماری مرکز آمار ایران در سال ۱۳۸۵، جمعیت آن ۱۲۰۵ نفر (۲۷۴خانوار) بوده‌است.